# Nicolaas Witsenkade 39-45
Nicolaas Witsenkade 39 tot en met 45 in Amsterdam-Centrum betreft een aantal gebouwen aan de Nicolaas Witsenkade in Amsterdam-Centrum. De Nicolaas Witsenkade is een kade van de Singelgracht tussen het Weteringplantsoen en Westeinde. Tot het complex behoort ook Huidekoperstraat 32 (ingang om de hoek).

## Inleiding
Vanaf midden 19e eeuw had de stadsbebouwing ook hier de ring die door de Singelgracht omsloten wordt bereikt. Op genoemde plaats werd rond 1870 een aantal woningen en paardenstallen gebouwd naar ontwerp van Jean Servais. Zij kwamen te staan tussen de zijstraten Pieter Pauwstraat en Huidekoperstraat. Met de voorgevels aan de kade volgde “landinwaarts” een paardenstalling die bijna tot aan de Weteringschans doorliep; aan- en afvoer van gasten van het Paleis voor Volksvlijt was één van de inkomsten. Behalve de gebouwen aan de kade werd rond 1972 alles gesloopt ten faveure van nieuwbouw woningen. Het scheelde niet veel of ook de woningen aan de kade waren verdwenen. In 1991 wilde Gerard Bakker hier een nieuwbouwcomplex neerzetten, maar buurtbewoners, wijkcentrum D’Oude Stadt en het Cuypersgenootschap konden dat voorkomen; een bouwkundige wees op de bijzondere consoles, raam- en balkonhekken. Voorwaarde voor behoud was dat de gebouwen, toen in deplorabele staat gerestaureerd moesten worden.
Servais gebruikte voor het ontwerp allerlei stijlkenmerken uit vervlogen tijden; samengevat als eclectisch. Alhoewel alle stallen zijn gesloopt is de oorspronkelijke bestemming nog terug te vinden in de hoge en brede dubbele deuren. Het setje gebouwen staat er ook in de 21e eeuw nog (bijna (symmetrisch bij. De symmetrie wordt doorbroken doordat huisnummer 39 een deels bepleisterde gevel kreeg; nummer 45 aan het andere eind niet.

## Gebruik

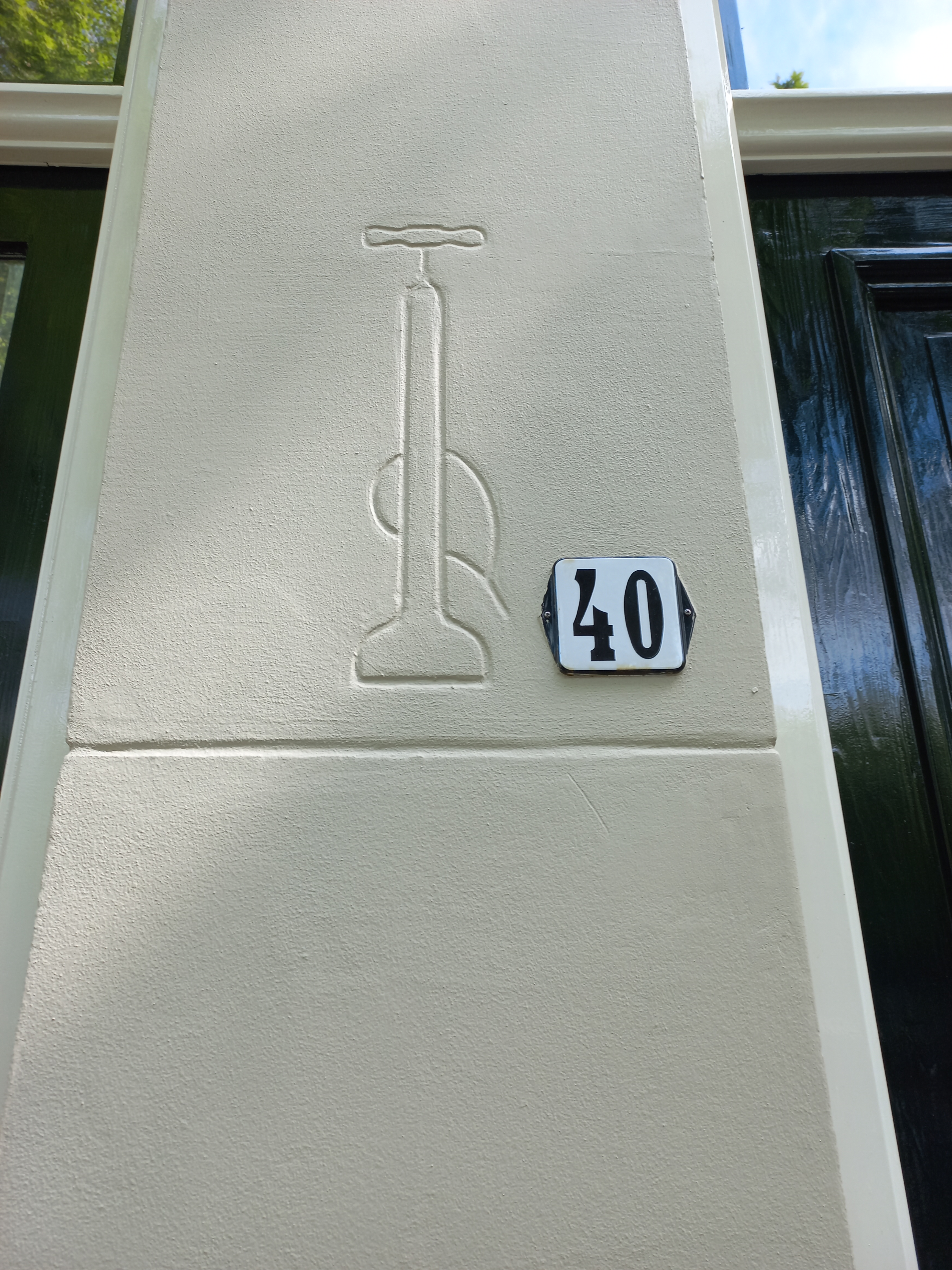
Fietspomp (juni 2024)

De Gebroeders van de Kuijlen vertrokken hier eind jaren tachtig van de 19e eeuw. De grote stalling had in 1881 al een keer grote schade ondervonden, toen een “orkaan” over Nederland raasde. Fietsenhandelaar Leonard Lang vestigde zich hier, die het uitbreidde met auto’s etc. Toen de gebouwen daarvoor te klein werden, vertrok hij naar de Stadhouderskade 110-113. Daarna kregen de gebouwen allerlei bestemmingen, waaronder de drukkerij van de Margriet.
In de pleisterlaag van de huisnummers 39 en 40 zijn enkele reliëfs zichtbaar. Een verlichtingselement voor koetsen, een fietswiel met vleugels en een fietspomp verwijzen naar het voormalig gebruik. Ze verwijzen weliswaar naar die tijd, maar dateren van veel later (tijd onbekend, vermoedelijk bij de restauratie na 1992). Het gebouwencomplex was toen een gemeentelijk monument.